# Йожеф Чермак
Йожеф Чермак (угор. Csermák József; нар. 14 лютого 1932 — пом. 12 січня 2001) — угорський легкоатлет, який спеціалізувався в метанні молота.

## З життєпису
Олімпійський чемпіон з метання молота (1952).
Фіналіст (5-те місце) змагань з метання молота на Олімпіаді-1956. Учасник змагань з метання молота на Іграх-1960 (не вдалось подолати кваліфікаційний раунд).
Бронзовий призер чемпіонату Європи з метання молота (1954).
Фіналіст (8-ме місце) чемпіонату Європи з метання молота (1958).
4-разовий чемпіон Угорщини з метання молота (1953, 1954, 1956, 1957).
Ексрекордсмен світу з метання молота — 60,34 (1952). Перший в історії метальник молота, який послав снаряд за 60-метрову позначку.
По завершенні змагальної кар'єри перейшов на тренерську роботу. Упродовж 1967—1970 був тренером з метань у складі національної збірної Угорщини. Його найбільш визначним учнем був Дьюла Живоцький, олімпійський чемпіон-1968 з метання молота. 1989 року Чермак був обраний до складу Олімпійського комітету Угорщини.

## Відео
- Виступ Йожефа Чермака на Олімпіаді-1952 на YouTube